# Beinisvørð

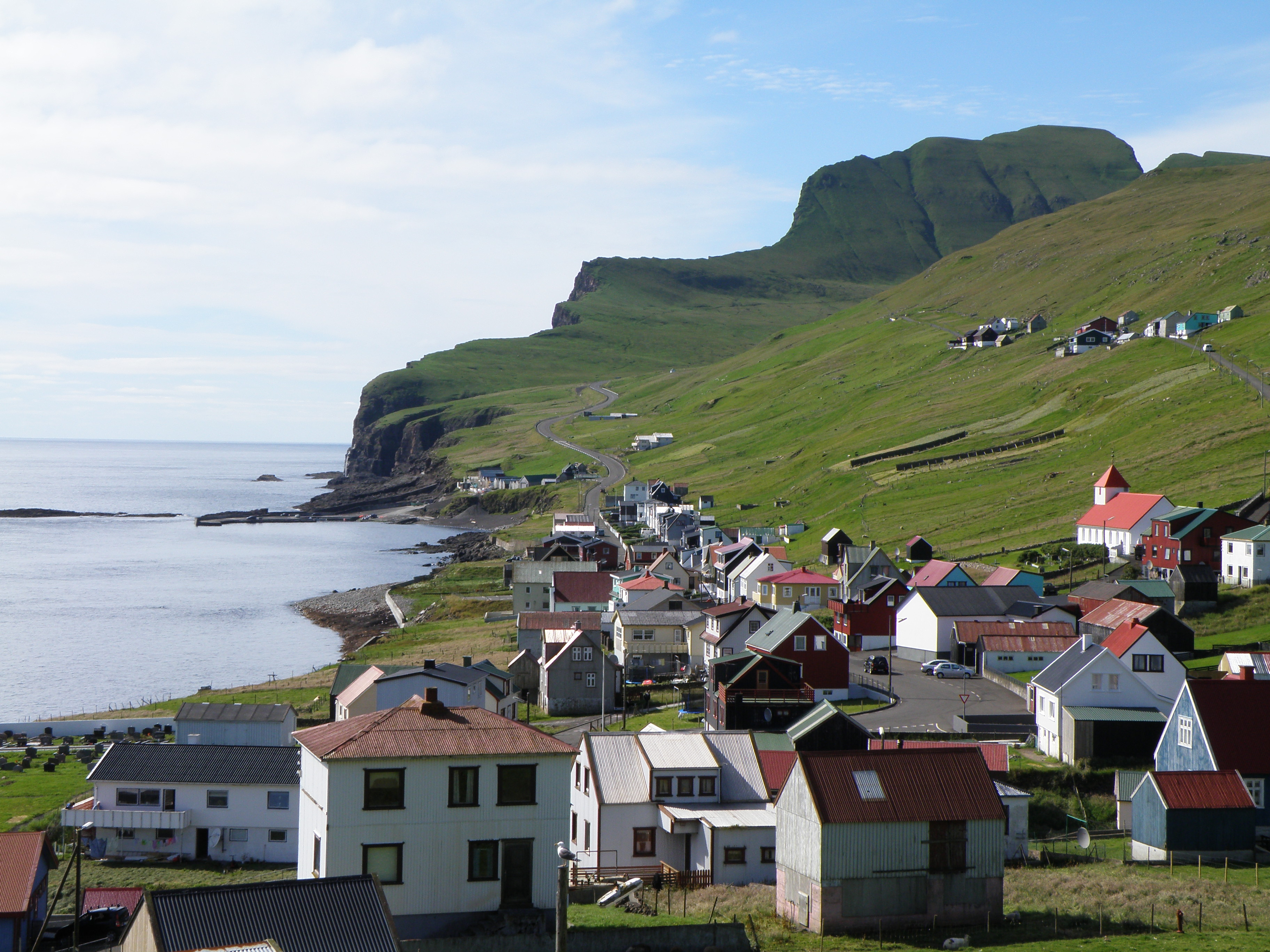
El Beinisvørð (al fons) des del poble de Sumba.

El Beinisvørð és un penya-segat de 469 m d'alçada situat a l'illa de Suðuroy, a les illes Fèroe. Es tracta d'un penya-segat que té la caiguda directament al mar i és el més alt que hi ha a Suðuroy. Es troba entre els pobles de Lopra i Sumba.El Beinisvørð forma per un pendent verd cap al poble de Sumba, que arriba fins al penya-segat. La part seva superior triangular és visible des de molts punts de Suðuroy, com ara Lopra, Nes i Marknoyri, la part més oriental de Vágur. Quan fa temps clar, també és visible des d'un ferri just abans d’entrar al fiord de Trongisvágur, el Trongisvágsfjørður.
Els homes de Sumba solien baixar en ràpel pel vessant escarpat del penya-segat per a arribar fins on nien els ocells marins per atrapar ocells marins i recollir ous; aquesta pràctica se l'anomena síging. Tant els ocells com els seus ous van ser un aliment important per a la gent de Sumba en el passat. Diversos homes van morir mentre feien això; de vegades, per exemple, una pedra queia sobre els seus caps, ferint-los fatalment. El 1975 una gran allau a Beinisvørð va destruir nombrosos hàbitats i punts de referència d'aus.

Quan la reina Margarida II de Dinamarca va visitar les Illes Fèroe el 2005, es va construir especialment un petit pont de fusta per a fer-li més fàcil arribar al Beinisvørð des de la carretera.

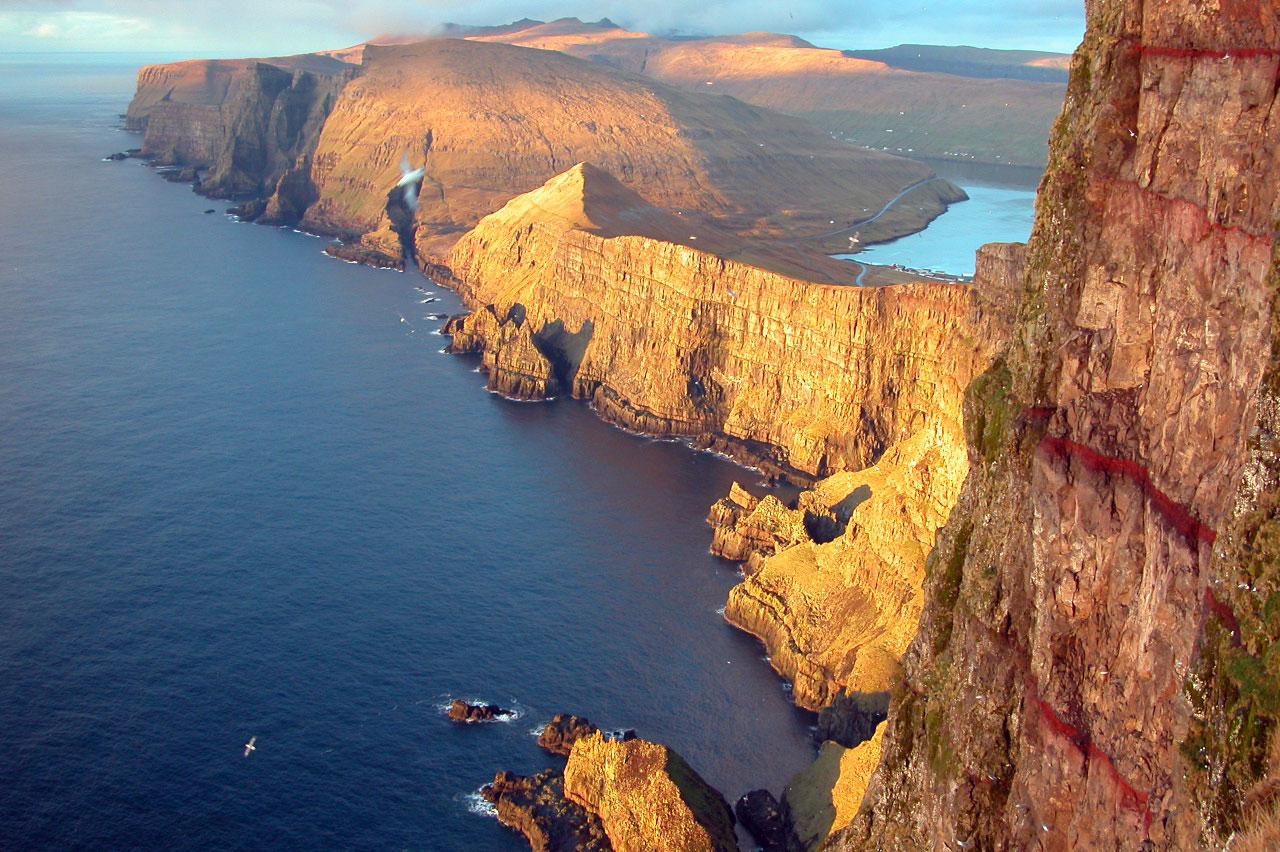
Vista des del Beinisvørð, vers la costa oest de l'illa de Suðuroy.

## El Beinisvørð a la poesia feroesa
Almenys dos famosos poetes feroesos han esmentat el Beinisvørð en poemes. Poul F. Joensen (nascut a Sumba el 1898) sovint esmentava el Beinisvørð com l'esperit guardià del país. [2] Un cantant i compositor feroès de Klaksvík, Hanus G. Johansen, va musicar diversos d’aquests poemes que es van fer molt populars i coneguts entre els feroesos de totes les edats. El poeta Janus Djurhuus (nascut a Tórshavn el 1881) l'utilitza com a símbol de la independència de les Fèroe al seu Heimferð Nólsoyar Páls.